# Calamus keyensis
Calamus keyensis är en enhjärtbladig växtart som beskrevs av Odoardo Beccari. Calamus keyensis ingår i släktet Calamus och familjen Arecaceae. Inga underarter finns listade i Catalogue of Life.